# Lucas Fasson
Lucas Fasson dos Santos (* 30. Mai 2001 in Santo André) ist ein brasilianischer Fußballspieler.

## Karriere

### Verein
Fasson begann seine Karriere beim FC São Paulo. Im Dezember 2019 stand er erstmals im Profikader von São Paulo. Sein erstes und zugleich einziges Spiel für die erste Mannschaft machte er im März 2020 in der Staatsmeisterschaft von São Paulo. Im September 2020 wechselte er nach Chile zu Deportes La Serena. Für La Serena spielte er insgesamt 31 Mal in der Primera División.
Im August 2021 kehrte Fasson wieder in seine Heimat zurück und schloss sich Athletico Paranaense an. Für Paranaense spielte er bis zum Ende der Spielzeit 2021 achtmal in der Série A. Nach einem weiteren Einsatz zu Beginn der Saison 2022 wechselte der Verteidiger im Juni 2022 nach Russland zu Lokomotive Moskau. Nach einer langen Verletzungspause aufgrund eines Kreuzbandrisses in der Saison 2022/23, wurde Fasson in der Saison 2023/24 zum Stammspieler. In der Saison 2024/25 fiel der dann aufgrund einer Schienbeinverletzung ab August 2024 wieder für 14 Spieltage aus.

### Nationalmannschaft
Fasson spielte im Dezember 2020 einmal im brasilianischen U-20-Team. Im Januar und Februar 2024 stand er zudem fünfmal für Brasiliens U23 im Rahmen der Olympia-Qualifikation CONMEBOL auf dem Platz.

## Erfolge
Athletico Paranaense
- Copa Sudamericana: 2021